# Braunkohle
«Braunkohle» (Буре вугілля) — науково-виробничий журнал.
Країна видання — Німеччина.
Спеціалізація: Розробка та періодична переробка (збагачення) бурого вугілля.
Рік заснування 1902.
Чисел на рік — 12.